# 陽春郡
阳春郡，中国南北朝时设置的郡。
南朝梁置阳春郡，属高州。治所在阳春县（今广东阳春市）。辖境相当今广东省阳春市一带。南朝陈沿置，梁朝没有属县，陈朝设立阳春县隶属。隋文帝开皇九年（589年）隋灭陈，废阳春郡，地入高州。

## 行政長官

### 陳朝陽春太守
- 馮僕，寳子[1]。